# Kaliště u Lipí
Kaliště u Lipí (německy Kallischt) je vesnice, část obce Lipí v okrese České Budějovice v Jihočeském kraji. Leží 2,5 kilometru severovýchodně od Lipí a přibližně devět kilometrů západně od Českých Budějovic. V roce 2011 zde trvale žilo 151 obyvatel.

## Historie
První písemná zmínka o vesnici pochází z roku 1379.
Dříve se vesnice jmenovala pouze Kaliště, od roku 1957 byl ministrem vnitra stanoven úřední název Kaliště u Lipí pro odlišení od Kaliště u Českých Budějovic.

## Obyvatelstvo
| Rok            | 1869 | 1880 | 1890 | 1900 | 1910 | 1921 | 1930 | 1950 | 1961 | 1970 | 1980 | 1991 | 2001 | 2011 | 2021 |
| -------------- | ---- | ---- | ---- | ---- | ---- | ---- | ---- | ---- | ---- | ---- | ---- | ---- | ---- | ---- | ---- |
| Počet obyvatel | 169  | 178  | 174  | 192  | 204  | 187  | 157  | 141  | 155  | 136  | 147  | 120  | 147  | 151  | 170  |
| Počet domů     | 19   | 24   | 25   | 29   | 31   | 33   | 36   | 38   | 39   | 38   | 40   | 46   | 53   | 58   | 67   |

## Obecní správa
V období od roku 1850 do 31. prosince 1956 a opět od 14. června 1964 spadá ves pod obec Lipí, v mezidobí byla samostatnou obcí.

## Pamětihodnosti
- Kaple svatých Andělů